# Cercopithecus hamlyni
El cercopiteco de cara de búho (Cercopithecus hamlyni) es una especie de primate catarrino de la familia Cercopithecidae. Se encuentra distribuido en África central (República Democrática del Congo y regiones próximas). Su nombre se debe al parecido que guarda con un búho. Es un mono cuya actividad se desarrolla fundamentalmente de noche. Esta especie es muy rara y conocida solo por unos pocos ejemplares, poco se sabe sobre él. 
Su tamaño es medio, unos 50 cm y su cola es corta y gruesa. Vive en la selva llegando a grandes altitudes, 4000 m s. n. m. y más. Su alimentación se compone de diversos tipos de vegetales.
En peso, el macho es más grande que la hembra, ya que el macho pesa de 7 a 10 kg, mientras que las hembras pesan en promedio de 4,5 a 6 kg. Algunos informes publicados indican que los monos cara de búho se organizan en pequeños grupos, de diez miembros o menos, con un macho y múltiples hembras, sin datos para mostrar que se produzcan parejas monógamas. La especie se ha encontrado únicamente en las elevaciones más altas, por encima de 900 m s. n. m. y hasta 4600 m s. n. m. Su color es generalmente de color gris oscuro, con una franja blanca característica que se extiende desde la raíz de la nariz hasta el labio superior, dándole una apariencia de búho, de ahí el nombre de «mono cara de búho». Tiene glándulas de olor en su pecho con las que marca su territorio. Ambos sexos tienen las nalgas desnudas y azules, y el macho maduro tiene genitales brillantes rojos y azules. Los jóvenes tienen un pelaje de color amarillo-marrón y una cara rosada. En cautiverio han llegado a vivir unos 33 años. Como otros de este género, este mono cubre un área extensa en sus recorridos diarios, sobre todo en la búsqueda de alimentos.